# Shopland
Shopland – przysiółek w Anglii, w hrabstwie Essex, w dystrykcie Rochford, w civil parish Sutton. W 1931 wieś liczyła 81 mieszkańców. Shopland jest wspomniana w Domesday Book (1086) jako Scopelanda.